# Eddy van der Pol
Eddy van der Pol es un deportista neerlandés que compitió en judo. Ganó una medalla de plata en el Campeonato Europeo de Judo de 1967, en la categoría de –70 kg.

## Palmarés internacional
| Campeonato Europeo | Campeonato Europeo | Campeonato Europeo | Campeonato Europeo |
| Año                | Lugar              | Medalla            | Categoría          |
| ------------------ | ------------------ | ------------------ | ------------------ |
| 1967               | Roma (Italia)      | Medalla de plata   | –70 kg             |